# Publio Licinio Calvo
Publio Licinio Calvo  fue un político romano del siglo IV a. C. perteneciente a la gens Licinia.

## Familia
Licinio fue miembro de los Licinios Calvos, la familia más antigua de la gens Licinia. Fue hijo del tribuno consular Publio Licinio Calvo Esquilino.

## Tribunado consular
Tito Livio dice que fue elegido tribuno consular en el año 396 a. C. en lugar de su padre, quien renunció debido a su edad. Sin embargo, los Fasti Capitolini no lo recuerdan e indican que su padre fue tribuno consular por segunda vez.